# Vijay Krishna Acharya
 (janvier 2017).
Si vous disposez d'ouvrages ou d'articles de référence ou si vous connaissez des sites web de qualité traitant du thème abordé ici, merci de compléter l'article en donnant les références utiles à sa vérifiabilité et en les liant à la section « Notes et références ».
Vijay Krishna Acharya (né Victor ou Viktor Acharya en 1968) est un scénariste et un parolier indien. Il est connu comme scénariste pour les trois films de la franchise Dhoom, en particulier le troisième épisode Dhoom 3 qu'il a dirigé. Il travaille actuellement sous la bannière Yash Raj, qui est l'une des maisons de production influente de Bollywood.